# Vincenzo Maenza
Vincenzo Maenza (Imola, 2 de mayo de 1962) es un deportista italiano que compitió en lucha grecorromana.
Participó en cuatro Juegos Olímpicos de Verano, obteniendo en total tres medallas: oro en Los Ángeles 1984 y Seúl 1988 y plata en Barcelona 1992, las tres en la categoría de 48 kg.
Ganó una medalla de plata en el Campeonato Mundial de Lucha de 1987 y tres medallas en el Campeonato Europeo de Lucha entre los años 1984 y 1987.

## Palmarés internacional
| Juegos Olímpicos   | Juegos Olímpicos             | Juegos Olímpicos  | Juegos Olímpicos |
| Año                | Lugar                        | Medalla           | Categoría        |
| ------------------ | ---------------------------- | ----------------- | ---------------- |
| 1984               | Los Ángeles (Estados Unidos) | Medalla de oro    | 48 kg            |
| 1988               | Seúl (Corea del Sur)         | Medalla de oro    | 48 kg            |
| 1992               | Barcelona (España)           | Medalla de plata  | 48 kg            |
| Campeonato Mundial |                              |                   |                  |
| Año                | Lugar                        | Medalla           | Categoría        |
| 1987               | Clermont-Ferrand (Francia)   | Medalla de plata  | 48 kg            |
| Campeonato Europeo |                              |                   |                  |
| Año                | Lugar                        | Medalla           | Categoría        |
| 1984               | Jönköping (Suecia)           | Medalla de plata  | 48 kg            |
| 1986               | El Pireo (Grecia)            | Medalla de bronce | 48 kg            |
| 1987               | Tampere (Finlandia)          | Medalla de oro    | 48 kg            |